# Elementele perioadei 4
Un element din perioada 4 este unul dintre elementele chimice din al patrulea rând (sau perioada ) din tabelul periodic al elementelor . Tabelul periodic este reprezentat în rânduri pentru a ilustra tendințele recurente (periodice) ale comportamentului chimic al elementelor, pe măsură ce numărul lor atomic crește: un nou rând începe atunci când comportamentul chimic începe să se repete, ceea ce înseamnă că elementele cu comportament similar cad în aceleași coloane verticale. 
A patra perioadă conține 18 elemente care încep cu potasiu și se termină cu krypton – câte un element pentru fiecare dintre cele optsprezece grupuri . Este perioada care indica prima aparitie a blocului d (care include metale de tranziție ) în tabel.